# Steamboat Springs, Colorado

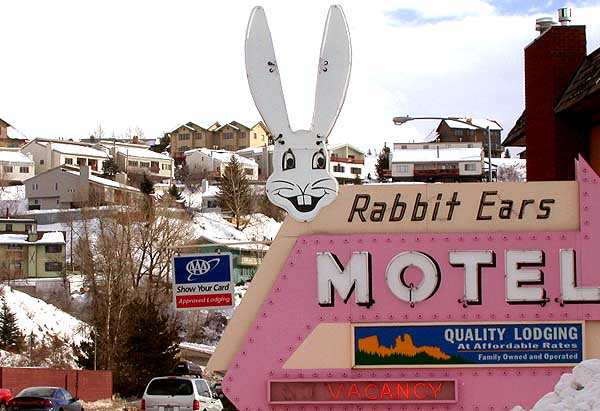
Steamboat Springs is a mix of older architecture and newer resort developments, especially near the ski resort on the eastern edge of town.

Steamboat Springs, Colorado là một thành phố quận lỵ quận Routt trong tiểu bang Colorado, Hoa Kỳ. Thành phố có diện tích km², dân số theo điều tra năm 2000 của Cục điều tra dân số Hoa Kỳ là 9815 người. Đây là địa điểm nghỉ dưỡng mùa đông với khu trượt tuyết. Thành phố nằm ở thượng lưu thung lũng sông Yampa. Thành phố có sân bay Yampa Valley.

## Thông tin nhân khẩu
Theo điều tra dân số 2 năm 2000, thành phố đã có 9.815 người, 4.084 hộ gia đình, và 2.082 gia đình sống trong thành phố. Mật độ dân số là 976,1 người trên một dặm vuông (377.1/km ²). Có 6.373 đơn vị nhà ở mật độ trung bình của 633.8/sq mi (244.8/km ²). Cơ cấu chủng tộc của thành phố là 96,88% người da trắng, 0,13% người Mỹ gốc Phi, 0,33% người Mỹ bản xứ, 0,50% châu Á, Thái Bình Dương 0,10%, 0,73% từ các chủng tộc khác, và 1,32% từ hai hoặc nhiều chủng tộc. Hispanic hay Latino thuộc một chủng tộc nào được 3,13% dân số.
Có 4.084 hộ, trong đó 26,4% có trẻ em dưới 18 tuổi sống chung với họ, 41,5% là đôi vợ chồng sống với nhau, 6,0% có nữ hộ và không có chồng, và 49,0% là không lập gia đình. 27,0% hộ gia đình đã được tạo ra từ các cá nhân và 3,1% có người sống một mình 65 tuổi hoặc lớn tuổi hơn là người. Cỡ hộ trung bình là 2,35 và cỡ gia đình trung bình là 2,84.
Trong thị trấn dân số đã được trải ra với 18,7% dưới 18 tuổi, 13,8% 18-24, 40,1% 25-44, 23,1% từ 45 đến 64, và 4,4% từ 65 tuổi trở lên người. Độ tuổi trung bình là 32 năm. Đối với mỗi 100 nữ có 123,6 nam giới. Đối với mỗi 100 nữ 18 tuổi trở lên, đã có 128,1 nam giới.
Thu nhập trung bình cho một hộ gia đình trong thành phố là $ 54.647, và thu nhập trung bình cho một gia đình là $ 65.685. Phái nam có thu nhập trung bình $ 35.536 so với 28.244 $ cho con cái. Thu nhập bình quân đầu người của thành phố là 31.695 $. Khoảng 2,7% của các gia đình và tăng 7,2% dân số sống dưới mức nghèo khổ, trong đó có 4,4% của những người dưới 18 tuổi và 3,1% của những người 65 tuổi hoặc hơn.